# Dr. Fager
Dr. Fager (1964-1976) était un cheval de courses américain, fils de Rough'n Tumble et Free For All (par Aspidistra), appartenant à l'écurie Tartan, entraîné par John Nerud et monté par Braulio Baeza. Il est considéré comme l'un des meilleurs chevaux de l'histoire des courses américaines.

## Carrière
Nommé en hommage à un chirurgien qui sauva plusieurs fois la vie de son entraîneur, Dr. Fager est le frère d'une grande championne, Ta Wee, membre comme lui du Hall of Fame. Sur ses 22 sorties en compétition, il s'imposa 18 fois (ou 19 si l'on inclut sa victoire dans le Jersey Derby qu'il perdit sur tapis vert pour avoir gêné un adversaire). Il remporta les Gotham Stakes, les Withers Stakes, la AP Classic, le Hawthorne Gold Cup Handicap, les Vosburgh Stakes, le Roseben, les Californian Stakes, le Suburban Handicap, le Brooklyn Handicap, le Whitney Handicap, le United Nations Handicap et pour la seconde fois, la Vosburgh. Dr Fager possédait une vitesse exceptionnelle, qui lui permit de s'approprier le record du monde du mile, en 1'32"20 (tout en portant quelques 67 kilos, quand les courses contemporaines se disputent sous des poids d'environ 57 kilos), record qui a tenu vingt ans toutes surfaces confondues, et qui tient encore aujourd'hui sur le dirt.
Seuls trois chevaux sont parvenus à le vaincre : Buckpasser, Damascus et Successor, qui le défit à 2 ans dans les Champagne Stakes. Mais sa défaite la plus fameuse eut lieu dans les Woodward Stakes en septembre 1967. C'était une rencontre au sommet, la course de la décennie, voire du siècle pour certains. En effet, ce sont pas moins de trois futurs membres du Hall of Fame qui se rencontrent ce jour-là : Dr. Fager, Buckpasser (cheval de l'année 1966, qui fait ses adieux à la compétition) et Damascus, qui sera élu cheval de l'année à la fin de la saison mais que Dr. Fager a déjà battu dans les Gotham Stakes en avril. Buckpasser est favori, la course tient toutes ses promesses, mais c'est Damascus qui l'emporte, dix longueurs devant Buckpasser et Dr. Fager. Pour se donner une idée du niveau de l'épreuve, il suffit de jeter un œil à la listel des 100 meilleurs chevaux de sport hippique américain du XXe siècle établie par le magazine The Blood-Horse : Dr. Fager est classé sixième, Buckpasser quatorzième et Damascus, peut-être un peu sous-estimé, seizième. Dr Fager gagnera la belle contre Damascus dans le Suburban Handicap, mais c'est bien Damascus qui aura le dernier mot dans le Brooklyn Handicap en juillet 1968. Dr Fager fait ses adieux à la compétition en novembre 1968, sur une dernière victoire, écrasante dans le Vosburgh Handicap, record de la piste à la clé, un de plus. Il est admis au Hall of Fame des courses américaines en 1971.

### Résumé de carrière
| Date         | Hippodrome     | Pays        | Course                       | Distance    | Jockey       | Place             | Écart       | Vainqueur ou deuxième |
| 1966, 2 ans  | 1966, 2 ans    | 1966, 2 ans | 1966, 2 ans                  | 1966, 2 ans | 1966, 2 ans  | 1966, 2 ans       | 1966, 2 ans | 1966, 2 ans           |
| ------------ | -------------- | ----------- | ---------------------------- | ----------- | ------------ | ----------------- | ----------- | --------------------- |
| 15 juillet   | Aqueduct       | États-Unis  | Maiden                       | 1 100 m     | D. Hidalgo   | 1er / 11          | 7           | Lift Off              |
| 13 août      | Aqueduct       | États-Unis  | Allowance                    | 1 200 m     | D. Hidalgo   | 1er / 8           | 8           | Bandera Road          |
| 10 septembre | Atlantic City  | États-Unis  | World's Playground Stakes    | 1 400 m     | M. Ycaza     | 1er / 11          | 12          | Glengary              |
| 5 octobre    | Aqueduct       | États-Unis  | Cowdin Stakes                | 1 400 m     | B. Shoemaker | 1er / 10          | 3/4         | In Reality            |
| 15 octobre   | Aqueduct       | États-Unis  | Champagne Stakes             | 1 600 m     | B. Shoemaker | 2e / 10           | 1           | Successor             |
| 1967, 3 ans  |                |             |                              |             |              |                   |             |                       |
| 15 avril     | Aqueduct       | États-Unis  | Gotham Stakes                | 1 600 m     | M. Ycaza     | 1er / 9           | 1/2         | Damascus              |
| 13 mai       | Aqueduct       | États-Unis  | Withers Stakes               | 1 600 m     | B. Baeza     | 1er / 8           | 6           | Tumiga                |
| 30 mai       | Garden State   | États-Unis  | Jersey Derby                 | 1 800 m     | M. Ycaza     | 4e / 4 (1er rét.) |             | (In Reality)          |
| 24 juin      | Arlington Park | États-Unis  | Arlington Classic            | 1 600 m     | B. Baeza     | 1er / 6           | 10          | Lightning Orphan      |
| 15 juillet   | Rockingham     | États-Unis  | Rockingham Special           | 1 800 m     | B. Baeza     | 1er / 7           | 4 ¼         | Reason to Hail        |
| 2 septembre  | Rockingham     | États-Unis  | New Hampshire Sweepstakes H. | 2 000 m     | B. Baeza     | 1er / 5           | 1 ¼         | In Reality            |
| 30 septembre | Aqueduct       | États-Unis  | Woodward Stakes              | 2 000 m     | W. Boland    | 3e / 6            | 10          | Damascus              |
| 21 octobre   | Hawthorne      | États-Unis  | Hawthorne Gold Cup           | 2 000 m     | B. Baeza     | 1er / 7           | 2 ½         | Whisper Jet           |
| 7 novembre   | Aqueduct       | États-Unis  | Vosburgh Handicap            | 1 400 m     | B. Baeza     | 1er / 9           | 4 ½         | Jim J.                |
| 1968, 4 ans  |                |             |                              |             |              |                   |             |                       |
| 4 mai        | Aqueduct       | États-Unis  | Rose Ben Handicap            | 1 400 m     | J. Lots      | 1er / 5           | 3           | Tumiga                |
| 18 mai       | Hollywood Park | États-Unis  | Californian Stakes           | 1 700 m     | B. Baeza     | 1er / 14          | 3           | Gamely                |
| 4 juillet    | Aqueduct       | États-Unis  | Suburban Handicap            | 2 000 m     | B. Baeza     | 1er / 5           | 2           | Bold Hour             |
| 20 juillet   | Aqueduct       | États-Unis  | Brooklyn Handicap            | 2 000 m     | B. Shoemaker | 2e / 7            | 2 ½         | Damascus              |
| 3 août       | Saratoga       | États-Unis  | Whitney Handicap             | 1 800 m     | B. Baeza     | 1er / 4           | 8           | Spoon Bait            |
| 24 août      | Arlington Park | États-Unis  | Washington Park Handicap     | 1 600 m     | B. Baeza     | 1er / 10          | 10          | Racing Room           |
| 11 septembre | Atlantic City  | États-Unis  | United Nation Handicap       | 1 900 m     | B. Baeza     | 1er / 9           | enc.        | Advocator             |
| 2 novembre   | Aqueduct       | États-Unis  | Vosburgh Handicap            | 1 400 m     | B. Baeza     | 1er / 7           | 6           | Kissi'n George        |

## Au haras
En août 1968, Dr. Fager est syndiqué pour 3,2 millions de dollars et installé au haras Tartan Farm à Ocala, en Floride. Ses bons résultats en tant qu'étalon lui ont valu un titre, posthume, de tête de liste des étalons américains en 1977. Car Dr Fager mourut précocement, à 12 ans, d'une occlusion intestinale, une forme de coliques des équidés. Il est le père notamment de Dearly Precious, 2 ans de l'année en 1978.

## Origines
Dr. Fager est un fils de Rough'n Tumble, un lauréat du Santa Anita Derby, auteur également de la championne des 2 ans 1959 My Dear Girl, et qui perpétue la lignée, devenue rare, de Plaudit vainqueur du Kentucky Derby 1898. Sa mère, Aspidistra, ne brilla pas en course, mais elle revendique un exploit qui n'a jamais été égalé : elle a donné naissance à deux membres du Hall of Fame des courses américaines, Dr. Fager et sa sœur cadette Ta Wee (par Intentionnally), qui fut élue deux fois sprinter de l'année aux États-Unis.

### Pedigree
| Origines de Dr. Fager (USA), mâle bai né en 1964 | Origines de Dr. Fager (USA), mâle bai né en 1964 | Origines de Dr. Fager (USA), mâle bai né en 1964 | Origines de Dr. Fager (USA), mâle bai né en 1964 |
| ------------------------------------------------ | ------------------------------------------------ | ------------------------------------------------ | ------------------------------------------------ |
| Père Rough'n Tumble 1948                         | Free For All 1942                                | Questionnaire                                    | Sting                                            |
| Père Rough'n Tumble 1948                         | Free For All 1942                                | Questionnaire                                    | Miss Puzzle                                      |
| Père Rough'n Tumble 1948                         | Free For All 1942                                | Panay                                            | Chicle                                           |
| Père Rough'n Tumble 1948                         | Free For All 1942                                | Panay                                            | Panasette                                        |
| Père Rough'n Tumble 1948                         | Roused 1943                                      | Bull Dog                                         | Teddy                                            |
| Père Rough'n Tumble 1948                         | Roused 1943                                      | Bull Dog                                         | Plucky Liege                                     |
| Père Rough'n Tumble 1948                         | Roused 1943                                      | Rude Awakening                                   | Upset                                            |
| Père Rough'n Tumble 1948                         | Roused 1943                                      | Rude Awakening                                   | Cushion                                          |
| Mère Aspidistra 1954                             | Better Self 1945                                 | Bimelech                                         | Black Toney                                      |
| Mère Aspidistra 1954                             | Better Self 1945                                 | Bimelech                                         | La Troienne                                      |
| Mère Aspidistra 1954                             | Better Self 1945                                 | Bee Mac                                          | War Admiral                                      |
| Mère Aspidistra 1954                             | Better Self 1945                                 | Bee Mac                                          | Baba Kenny                                       |
| Mère Aspidistra 1954                             | Tilly Rose 1948                                  | Bull Brier                                       | Bull Dog                                         |
| Mère Aspidistra 1954                             | Tilly Rose 1948                                  | Bull Brier                                       | Rose Eternal                                     |
| Mère Aspidistra 1954                             | Tilly Rose 1948                                  | Tilly Kate                                       | Draymont                                         |
| Mère Aspidistra 1954                             | Tilly Rose 1948                                  | Tilly Kate                                       | Teak (famille: 1-r)                              |

## Annexe
- Vidéo du record du monde de Dr Fager sur le mile, le 24 août 1968, dans le Washington Park Handicap.